# Grassera
Gràssera o Gràssula era un villaggio minerario dell'isola d'Elba attestato tra il XIII e il XIV secolo. 

## Nome
Il toponimo è documentato dal XIII secolo sia nella forma erudita Gràssula sia in quella popolare Gràssera. Quest'ultima è dovuta al fenomeno fonetico elbano che sostituisce la terminazione -ula in -era. Il toponimo deriva probabilmente da latino herba crassula, in riferimento alla presenza nella zona di pianticelle a foglia grassa come Umbilicus rupestris (che in Corsica viene detta gràssula), oppure da grassera, il fico grassello.

## Storia

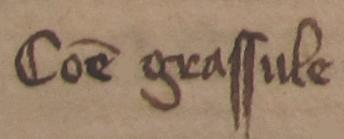
Co(mun)e Grassule, documento del 1260

Documenti del 1260, redatti dal notaio pisano Rodolfino riguardo ai Comuni dell'isola d'Elba tenuti ogni anno a donare falconi all'arcivescovo di Pisa, citano il Comune Grassule o Grassere. Durante la prima metà del XIV secolo Grassera era a capo di una delle capitanìe dell'isola, distretti amministrativi istituiti dalla Repubblica di Pisa. 
Si trattava di un piccolo abitato localizzato presso gli attuali ruderi della Chiesa di San Quirico, nel territorio comunale di Rio. Vi sono state rinvenute numerose tessere mercantili del XIII e XIV secolo, legate all'estrazione e commercio del ferro che caratterizzava l'intera area. Nel sito, oltre a numerosi frammenti ceramici in maiolica arcaica, è stata rinvenuta un'epigrafe collegabile alla Chiesa di San Quirico, conservata presso il Museo civico archeologico di Portoferraio: [...]AS[...]RO D(OMI)NI S(AN)C(TI) QUIR(I)CI TEM(PLUM) FE(CIT).

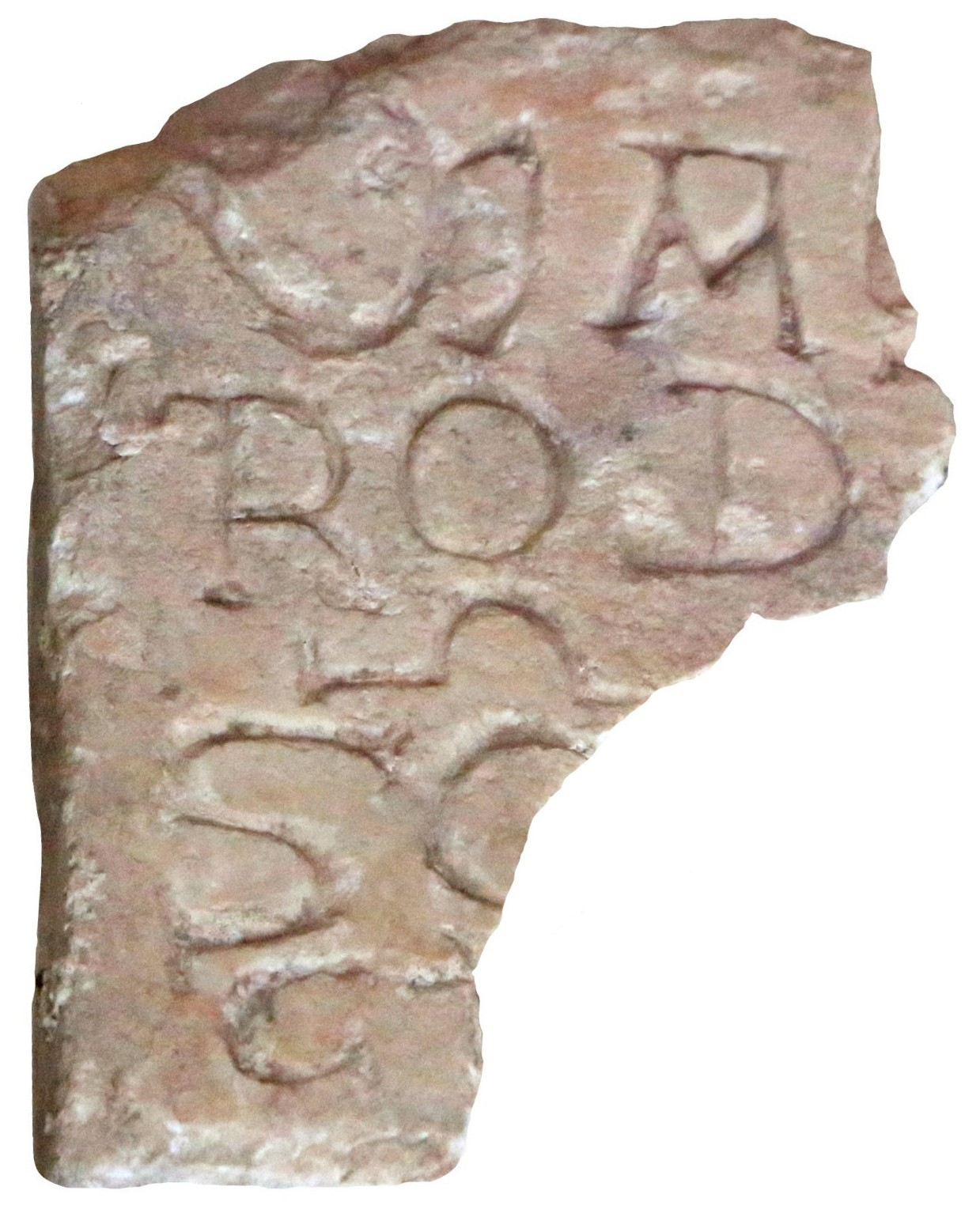
Epigrafe in marmo della Chiesa di San Quirico (Museo archeologico di Portoferraio)

Non distante da Grassera, sulle pendici del Monte Serra, nel 1993 è stato scoperto un opificio metallurgico che produceva ferrature per muli utilizzati nel trasporto del minerale ferroso.
Sul litorale antistante, nel corso del XIV secolo, si trovava il deposito delle miniere di ferro dell'Elba (Magazenum vene ferri de Ylba). Tale sito si identifica presso l'attuale località Fiammingo (corruzione del nome di Frammingo Molticci, il supervisore del deposito).  
Tra il 1343 e il 1376, il rettore della Chiesa di San Quirico era Dato di Pietro («...presbitero Dato condam Petri rectore ecclesie Sancti Quilici...», come si legge in documenti dell'Archivio di Stato di Pisa).
La distruzione del villaggio fu dovuta all'attacco inferto nel 1534 da Khayr al Din Barbarossa. Contestualmente, i grasserinchi sopravvissuti si rifugiarono nel vicino paese di Rio nell'Elba e fornirono la nuova intitolazione della Chiesa parrocchiale riese con quella della distrutta San Quirico.

## Popolazione
Anno 1289: Nuccio Gerardi e Guidone Parazzoni (sindaci), Puccio Salutati e Ghiandato Ubaldi (consoli), Bono Bonaguida, Matteo Franceschi, Ildino Tomei (consiglieri), Giunta Benvenuti e Bertalotto Tomei (segretari).                       
Anno 1364: Jacobo Rosselmini (sindaco), Lenso Puccini e Giorgio Bighi (consoli), Ducciarello Baldi, Giovanni Balducci, Nardino Balducci, Lernuccio Bolgarini, Martino Cecchi, Cecchinello Cecchi, Vanni Chelini, Vannuccio Ducci, Salello Fetti, Tomeo Fetti, Antonio Figliucci, Giunta Gacci, Bertone Ghesi, Andrea Ghetti, Gaggone Giunti, Andrea Giuntini, Lesi Gradi, Giovanni Lapucci, Vannuccino Lippi (detto Sruba o Sbruma), Giovanni Malaccure, Piero Malapiante, Rainero Mannucci, Cecco Martini, Puccino Massevoli, Puccino Mazzei, Cerbone Micheli, Cecco Monelli, Guarnuccino Paolucci, Bonomo Pietri, Francesco Pucci, Fuccio Puccini, Balduccino Salelli, Antonio Vanni, Francesco Vannucci, Francesco Vannuccini, Tedino Villani.